# بياتريس من كويمبرا
انفانتا بياتريس القلمريّة (1462-1435)؛ هي الطفل الخامس والابنة الثانية لانفانتي بيدرو البرتغالي دوق قلمرية وإيزابيلا الأورغلية ابنة خايمي الثاني كونت أورغل؛ تعتبر بياتريس شقيقة الملكة إيزابيلا زوجة أفونسو الخامس ملك البرتغال.
بعد هزيمة والدها في معركة ألفاروبيرا أمام الجيش الملكية في البرتغال عام 1449، لجأت مع أشقائها إلى عمتها إيزابيلا الزوجة الثالثة لـ فيليب الثالث الطيب، دوق بورغندي.
تزوجت في عام 1453 من أدولف فون كليفه لورد رافنشتاين ابن ماري شقيقة فيليب وأدولف الأول، دوق كليفه؛ وأنجبت لهُ ابن وابنة:-
- فيليب، لورد رافنشتاين.
- لويز.

توفيت بياتريس في عام 1462 في بروج، ويشتبه أنها كانت مسمومة، وتزوج زوجها لاحقاً من ابنة خالهِ غير الشرعية آن البرغونية.